# ISO 3166-2:SE
کد ISO 3166-2:SE بخشی از استاندارد ایزو ۳۱۶۶ برای کشور سوئد است که توسط سازمان بین‌المللی استانداردسازی ISO تنظیم شده‌است این سازمان، کدهای استاندارد را برای تقسیمات کشوری (ایالت‌ها یا استان‌های) کشورهای فهرست شده در استاندارد ایزو ۳۱۶۶-۱ تعریف می‌کند.
هر کد شامل دو بخش می‌گردد که توسط علامت - جدا می‌گردند.
- بخش نخست SE که در ایزو ۳۱۶۶-۱ آلفا-۲ کد کشور سوئد است.
- بخش دوم شامل یک یا دو یا سه حرف است که بیان‌کننده استان یا ایالت کشور سوئد می‌باشد.

## کدها
| #  | کدها  | شهرستان             |
| -- | ----- | ------------------- |
| 1  | SE-AB | استان استکهلم       |
| 2  | SE-AC | استان وستربوتن      |
| 3  | SE-BD | استان نوربوتن       |
| 4  | SE-C  | استان اوپسالا       |
| 5  | SE-D  | استان سودرمانلاند   |
| 6  | SE-E  | استان اوسترگوتلاند  |
| 7  | SE-F  | استان یونشوپینگ     |
| 8  | SE-G  | استان کرونوبرگ      |
| 9  | SE-H  | استان کالمار        |
| 10 | SE-I  | استان گوتلاند       |
| 11 | SE-K  | استان بلکینگه       |
| 12 | SE-M  | استان اسکونه        |
| 13 | SE-N  | استان هاللاند       |
| 14 | SE-O  | استان وسترا گوتلاند |
| 15 | SE-S  | استان ورملاند       |
| 16 | SE-T  | استان اوربرو        |
| 17 | SE-U  | استان وستمانلاند    |
| 18 | SE-W  | استان دالارنا       |
| 19 | SE-X  | استان گولبوری       |
| 20 | SE-Y  | استان وسترنورلاند   |
| 21 | SE-Z  | استان یمتلاند       |